# Гейзер (барный инвентарь)
Ге́йзер или дозатор для бутылок (англ. pouring spout) — барное приспособление, надеваемое на горлышко бутылки (насадка на бутылку), необходимое для равномерного, аккуратного и точного разлива напитков.

## Разновидности
Гейзер имеет ширину основания, подходящую для всех стандартных бутылок. Различают гейзеры на пластиковой, пробковой, резиновой, силиконовой основе. Сами гейзеры могут быть выполненными из металла или пластика, с крышкой или без. Также гейзеры различаются шириной отверстия выхода жидкости: для густых напитков оно шире. В некоторых гейзерах предусмотрено отверстие для отвода воздуха, за счет чего струя получается ровной и тонкой.
Гейзеры также применяют для дозирования растительного масла и уксуса.